# سلادیناتس
سلادیناتس (به صربی: Sladinac) یک منطقهٔ مسکونی در صربستان است که در گولوباک واقع شده‌است. سلادیناتس ۱۹۱ نفر جمعیت دارد.